# 斬！赤紅之瞳
《斬！赤紅之瞳》是由タカヒロ原作及田代哲也作畫的日本漫畫作品。自2010年4月號起至2017年1月號止刊載於《月刊GANGAN JOKER》，2014年1月在《月刊 GANGAN JOKER》雜誌封面上公布電視動画化的消息。
2014年5月發行的《月刊 GANGAN JOKER》雜誌上宣布電視動画於同年7月播放。中文版動畫由普威爾國際代理，譯者為霖之助。
前傳《斬！赤紅之瞳 零》於2013年10月在月刊BIG GANGAN開始連載，於2019年1月完結。
2017年2月，系列作品發售超過350萬卷。

## 登場人物

### Night Raid（夜襲）
塔茲米（青文版：辰巳）（聲：齊藤壯馬）
身高：165cm；血型：O型；興趣：鍛煉
本作主角。為了因重稅而貧困不堪的村落和朋友，從地方來到表面繁華的帝都尋求發跡，被雷歐奈騙走帶來的金錢、要在街邊睡覺，後給經過的貴族少女艾莉亞帶回家。有一天晚上發現Night Raid出現在貴族豪宅，想要保護帶自己回家的少女而和赤瞳對決，眼看快被赤瞳刺死時卻因身上帶著村長送給自己的木像而沒有被刺中，雷歐奈及時出現並阻礙赤瞳殺死塔茲米，更發現和自己一起出發的伙伴竟然被關在艾莉亞的貨艙內，其後因染上病毒而死去，因此塔茲米決定親自斬殺艾莉亞而被雷歐奈看中，之後被強制帶走並邀請他加入。
開始時對Night Raid的殺手活動感到猶豫，不過在理解了其理念和志向判斷與自身利害一致而加入。
擅長劍技，曾仗此狩獵過一級危險種，並打倒了帝都警備隊隊長。同時還會廚藝。
在得到帝具前用的是自己從故鄉帶來的劍，布蘭德死亡後繼承其帝具「惡鬼纏身」。
從事暗殺行動的時候，有時會因為自己的感性而遲疑不已，但一下定決心就會變得冷漠而直接。
有著吸引年上者喜愛的特性，像布蘭德、雷歐奈、切爾茜、艾斯德斯都是如此，與其交往的瑪茵也一樣。
漫画
漫画52.5話，中被艾斯德斯判死刑。
漫画54話，被瑪茵一人救下後，惡鬼纏身進化。
漫画57話，得知已和惡鬼纏身融合，再次使用可能會被吞噬而死亡，3~4次就是極限了。
漫画76話，完全龍化並與艾斯德斯交戰，在意識快消失時請求赤瞳殺了他，以龍的模樣下咒殺。
漫画77話，赤瞳使用能力斬殺龍的力量，使塔茲米的意識還存留著，保持龍的身形活下去。
漫画78話(最終話)，與恢復正常的瑪茵隱居於邊境結婚生下孩子，平安的度過餘生。
動画
動画22集，以「接應受傷的同伴」為由，偷偷跟著赤瞳來到決鬥的地方，並在威爾保護黑瞳之際成功阻止了威爾，讓赤瞳完成黑瞳的心願。
動画23集，塔茲米以守護的意志令「惡鬼纏身」進化，打敗巨型帝具「始皇帝座」，後為了救下面的民眾而捨身擋住倒下的「始皇帝座」後力盡而亡
赤瞳（聲：雨宮天）
身高：166cm；三圍：81-56-83；血型：A型；興趣：吃肉、做模型
本作女主角。有「葬送」的口頭禪，是個黑髮赤瞳的少女，擅長劍技，是個大胃王。有個叫黑瞳的妹妹。
小時候姊妹倆被賣到帝國得暗殺者組織中培養成殺手，從100人中被選為只有7人的精英的暗殺隊員之一，並被送到邊境作為暗殺者進行訓練。
在不斷的暗殺中感受到了帝國的黑暗，在一次暗殺中被目標娜杰塔說服而加入了Night Raid。
原本打算帶黑瞳一起加入Night Raid，但被黑瞳拒絕，並被黑瞳認為是背叛者，為了拯救黑瞳打算將其殺死。
擁有帝具一斬必殺：村雨。被这把妖刀斩到的话，就会从伤口染上咒毒并迅速致死，没有任何解毒的方法。
漫画
漫画78話(最終話)，帝國建立後，獨自一人離開帝都，前往東方的未知之地尋找解除村雨的詛咒方法
動画
動画22集，中接下戰書和妹妹黑瞳決一死戰，殺死黑瞳後在塔茲米懷裡放聲痛哭。
動画24集，抱著塔茲米的屍體痛哭，之後與艾斯德斯對決中解放能力將艾斯德斯咒殺，與娜杰塔道別時表示可以將革命的黑歷史推到她身上。動画最後離開帝都並持續以殺手的身份生存下去。
瑪茵（聲：田村由香里）
身高：155cm；三圍：77-53-78；血型：B型；興趣：購物
「Night Raid」的一員，粉紅色雙馬尾頭髮，傲嬌。自稱是射擊的天才，為一名槍使。
初期時因為個性強勢的緣故，而常常與塔茲米吵架，不過在某種程度上認可他是個合格的殺手。
為了幫希兒報仇而跟賽琉對決，雖然擊敗了賽琉卻也因傷重而無法逃離賽琉的自爆範圍。
因塔茲米及時出現而得救，並因此喜歡上他，於45話向塔茲米告白後並開始交往。
擁有帝具浪漫炮台：南瓜。因為其性質的緣故，主要是在遠處進行暗殺的行動。
漫画
漫画53話，前往拯救塔茲米
漫画56話，為拯救逃亡中的同伴而與突然出現的布德大將軍開戰，將所有的精神力投入南瓜並發揮最大功率，成功擊殺布德後，南瓜由於承受不了負荷而崩毀，自己也因為精神力透支而陷入無意識的昏迷狀態
漫画78話(最終話)，從昏迷狀態甦醒後，與塔茲米結婚生子(於50話懷上)，平安的度過餘生。
動画
動画21集，為拯救塔茲米而與布德大將軍展開決戰，將自己逼入絕境以發揮南瓜最大功率，成功擊殺布德後力竭倒下，對塔茲米留下一句「最喜歡你了...」在塔茲米的懷中嚥下最後一口氣。
雷歐奈（聲：淺川悠）
身高：170cm；三圍：90-57-86；血型：O型；興趣：喝酒、賭博
穿著曝露的女性，是將塔茲米引進Night Raid的人。
欠下很多債務而常被債主追著跑，個性樂觀，與塔茲米的關係就像是姐弟。是個經歷過許多嚴苛場面的暗殺者，縱使陷入惡戰也能常保微笑。
出身自貧民區，有著將人徹底擊潰的嗜好。
漫画中提到「大臣想找個出色的女性」，研判就是身受重傷的雷歐奈。
擁有帝具百獸王化：獅子王，能夠獸化出獸爪、獸耳與獸尾。獸化後回復能力極強，被黑瞳、艾斯德斯砍斷手腳刺瞎眼睛等等也能靠著拉伯克的帝具与其帝具的连携技下完美接回去。
漫画
漫画78話(最終話)，遭受到大臣的反帝具，解除獅子王狀態，腹部多處中彈，無法自行治癒，後從宮殿高處被拋下。
動画
動画24集，將大臣以錘擊爆頭，但也因為腹部多處中彈，隱瞞自己的傷勢與赤瞳道別後看到大家都過著開心的日子後，並於暗巷中帶著微笑死去。
拉伯克（聲：松岡禎丞）
身高：165cm；血型：AB型；興趣：讀書、租書
與塔茲米年紀相仿、個性好色的少年，雖然好色但非常專情娜杰塔。也是個重情重義，同伴有事立即幫助，非常值得相信的仔好伙伴。表面上的工作是書店老闆，因此常常拿秘藏的色情書刊借給塔茲米。
於Night Raid的據點常做出偷窺女性同伴洗澡的舉動而被處罰。對戰對象是女性時雖然會有些同情，但下手並不手軟。
原本是地方上的大商人的第四個兒子，倍受寵愛而幾乎什麼都能得到的富家子弟，在某天看見來赴任的娜杰塔而一見鍾情，因此加入帝國軍成為其屬下，在娜杰塔叛逃後也跟著假死逃亡追隨。
擁有線型帝具千變萬化：交叉之尾，用途廣泛。基本上平日是負責據點的守備。戰鬥時則主要負責搜索目標、構築己方陣地和後方支援。
漫画
漫画51話，被席拉使用空間轉移帝具轉移至皇宮並被捕，期間遭到席拉殘忍的拷問，被席拉夾碎一顆睪丸。
漫画52話，用藏在嘴裡的線殺掉席拉然後越獄。
漫画52.5話，越獄後使用空間轉移帝具失敗後，被以藏從左胸斬開，斷掉上下半身而死去。
動画
動画20集，被席拉轉移至世界的盡頭後，殺死席拉及回到皇宮，因帝具的絲線已用盡，從高空中墜落，被守衛刺死。
布蘭德（青文版：布拉特）（聲：小西克幸）
身高：185cm；血型：O型；興趣：磨練自身（有點自戀傾向）
有同性戀（但在漫画的番外篇澄清是雷歐奈的玩笑）傾向的肌肉男，之前樣貌很帥，加入Night Raid後髮型變成飛機頭。
原是帝國的軍人，因前上司利瓦不肯行賄被誣陷並逮捕下獄，自己也因人嫉妒被誣陷，在被逮捕前用帝具逃走了。
後加入Night Raid，經常以前輩的身份傳授塔兹米戰鬥技巧，被塔茲米稱呼為「大哥」，認可塔兹米的潛力。
在執行保護良知派官員任務時，在與前上司利瓦交手中身中劇毒，將自己的帝具惡鬼纏身托付给塔兹米後身亡。
拥有铠甲型帝具惡鬼纏身：入侵。
希爾（青文版：雪蕾）（聲：能登麻美子）
身高：160cm；三圍：86-55-88；血型：AB型；興趣：和大家在一起
一個天然呆的眼鏡娘，摘下眼镜后的样貌十分美麗，口頭禪是“對不起（抱歉）”。
空閒時喜歡閱讀，但讀的書種類也别具一格。擁有包容的母性，曾安慰因為青梅竹馬死亡而哭泣的塔兹米。
出生帝都的下町，因總是笨手笨腳且無任何特長而被周圍的人嘲笑。一次為了解救好友而冷静地殺死好友的前男友。
死者的五個同伴為了報復而殺死了希兒的家人，在去殺希兒時反被希兒殺光。希兒在殺死他們後發現了自己殺戮的天賦。
後来在帝都從事暗殺活動，並被吸收進Night Raid，在第6集與帝國軍帝具使賽琉交戰時，為了保護瑪茵身體被賽琉射中而無法動彈，然後被生物型帝具小可撕咬成兩段並吞食。
在最後死亡前說了“抱歉，塔兹米，我已經不能再把你抱在懷裡了。”
擁有剪刀型帝具萬物兩斷：銷魂
娜杰塔（青文版：娜潔坦）（聲：水野理紗）
身高：172cm；三圍：85-58-86；血型：A型；興趣：抽煙
「Night Raid」的領導者，帶著眼罩右手裝著義肢，23歲，通稱Boss。
原為帝都將軍，長相漂亮且常有追求者，後來無法忍受帝都的黑暗帶著願意跟隨她的部下加入革命軍。
在叛逃要與革命軍會合的時候被艾斯德斯追上，並被其刺瞎右眼與弄斷右手。
最初使用帝具浪漫砲台：南瓜，因殘廢而無法使用，在希兒與布蘭德死後，為了將三狩士的帝具帶回革命軍順便補充人員而回本部一趟。
在Dr.時尚突襲Night Raid時帶著切爾茜與帝具電光石火：須佐之男回來。
視艾斯德斯為「非打倒不可的對手」。
漫画
漫画78話(最終話)，將自己的餘生奉獻給新的國家，雖然有收養養子，但終究還是終身未嫁
動画
動画24集，處刑了皇帝之後，答應皇帝「這將會是鮮血最後一次的流淌」，並接手皇帝的工作。
切爾茜（青文版：雀兒喜）（聲：名塚佳織）
身高：157cm；三圍：83-54-84；血型：B型；興趣：紅茶、瑜伽
戴著耳機、喜歡吃棒棒糖的美少女，且對塔兹米有好感，暗殺方式是用針刺入敵人要害，因為帝具的變身能力而擅長暗殺，但本身戰鬥能力不高。
因為原本的夥伴都死了所以在革命軍本部待命中，在Dr.時尚突襲Night Raid時與帝具須佐之男跟著娜杰塔一起回來並加入Night Raid。
殺死了Jaegers狩人的波魯斯之後並變成波魯斯的樣子去暗殺黑瞳，雖然刺中黑瞳的要害，但因為不知道黑瞳身體被改造過，認為自己已經殺了黑瞳而曝露身分，最後逃跑中被黑瞳的屍體人偶追擊，帝具連同左手3隻手指被射斷，右手被砍掉，最後給斬首而死。
頭被掛出来當街示眾，而身體則遭艾斯德斯解剖後被小可吃掉。
擁有化妝盒形帝具變身自在：蓋亞粉底。
須佐之男（青文版：素盞鳴尊）（聲：淺沼晉太郎）
身高：191cm；血型：無；興趣：做家務
生物型帝具，因為是用於護衛重要人士帝具，所以腦內有戰鬥與家事功能。
個性一絲不苟，娜杰塔是其主人，雖然是帝具但也有感情，被Night Raid其他成員視為同伴，常常陪著塔茲米訓練。
漫画
漫画43話，被艾斯德斯打敗後，為了幫助Night Raid其他人逃跑，留下來擋住艾斯德斯後被其破壞核心殞命。
動画
動画21集，救出塔茲米後留下來阻擋艾斯德斯，最後力戰而亡。

### 帝國

#### 高層及官員
皇帝（声：大地）
身高：？；血型：A型；興趣：與大臣一起玩
統治帝國的年幼少年。完全按照大臣的指示與建議來施行政治。雖然不是傀儡但卻對大臣絕對信賴，基本上以大臣的意見為優先，本身也有相當的統帥能力。
漫画
漫画78話(最終話)，與大臣相反，坦然接受結局，並接受公開處刑
動画
動画22集，最後因人民加入反叛軍，加上大臣的慫恿，為了鞏固自己的權力而解放了帝國最強的帝具「始皇帝座」。
動画23集，解放「始皇帝座」後因為一直受大臣的影響而無法覺悟，在與塔茲米的對決中被發現帝具的弱點而戰敗，但是並沒因此死亡。
動画24集，最後說出了對國家未來的期望，並同時接受公開處刑。
欧尼斯特／奥内斯特大臣（声：石井康嗣）
身高：？；血型：B型；興趣：酒池肉林
將年幼的皇帝操控在掌心中，是個暴虐殘酷到沒有極限的男子。Night Raid的最終目標。看似是隨時拿著肉在吃的肥胖男子，有著與外表不同的深沉心機。
似乎擁有皇帝一族所持有的「至尊帝具」。
漫画
漫画78話(最終話)，遭雷歐奈偷襲後，被丟置廣場，遭帝國軍處凌遲之刑。
動画
動画22話慫恿皇帝解放帝國最強的帝具。
動画23話夜襲攻佔了皇宮，赤瞳正打算取下大臣性命的時候，一道防護牆卻阻擋赤瞳的攻擊。
動画24話封印了雷歐奈的帝具並對其腹部開槍，但因實力不如雷歐奈而遭其以錘擊爆頭致死。
動画24話最後得知大臣的帝具有破壞(封印)其他帝具的能力。
艾斯德斯（青文版：艾思黛絲）（聲：明坂聰美）
身高：170cm；三圍：87-54-85；血型：O型；興趣：拷問、蹂躪
水藍色長髮的巨乳美女，出身北方邊境專門狩獵危險種的邊境民族。帝國最年少的將軍。
擁有帝國最強的稱號，只花了一年時間就將北方動亂的異族給制壓，並將40萬人給活埋的冷酷女性。
帝具為魔神顯現：惡魔之粹，是能控制冰的超危險種的血液，能力是冰。
自主意識强烈，有嚴重的施虐倾向。嗜好是狩獵與拷問，抱持弱肉強食的觀念，認為弱者的滅亡是必然的。對待敵人非常殘暴，但對於自己的部下非常的好。
對塔茲米一見鍾情，是Jaegers狩人的隊長。
漫画
漫画77話，與赤瞳進行最終對決後，被斷掉的村雨刺中胸膛，咒毒蔓延整個身體，最後自己化為冰晶消散。
動画
動画24話與赤瞳進行最終對決後，因一個疏忽被赤瞳砍傷咒毒蔓延整個身體，最後抱著塔茲米的屍體一同化為冰晶消散。
布德（青文版：布多）（聲：鄉田穗積）
身高：190cm；血型：A型；興趣：冥想
帝國的大將軍，與艾斯德斯一樣擁有帝國最強稱號，與四處討伐敵人的艾斯德斯不同，坐鎮於帝都之中，常待在訓練場。
皇帝最信賴的對象，也是帝國的王牌之一，其手下的近衛軍，被艾斯德斯稱為是唯一能跟她軍隊正面抗衡的軍隊。
因為大將軍的家族中，歷來都教育後代武將不能干涉政治，所以對大臣等人的腐敗雖然清楚卻沒有出手干涉。
最後終於忍受不了大臣等人的行為，準備在叛軍被殲滅後，對擾亂國家安泰的根源剷除。
動画版沒有提到叛亂一事，於动画21話中不敵瑪茵戰死。
帝具為雷神憤怒：亚得米勒。
歐卡（青文版：王牙）（聲：小山剛志）
身高：？；血型：O型；興趣：嚴格訓練部下
帝都的警備隊長，劍術高強，人稱“鬼之歐卡”。賽琉的師父。
因為收取賄賂將無罪之人抓來頂罪後處刑，並在私底下以自己的權力胡作非為，而被Night Raid給盯上，並決定將其除去。
後來死於塔兹米之手。
贊克（青文版：殘克）
身高：？；血型：A型；興趣：聊天
原是帝國最大的監獄裡負責處刑的劊子手，因為十多年來都做著同樣的工作而開始發狂，最後殺害典獄長奪走其帝具後逃逸，因為在帝國境內四處流竄殺人而被称為“斬首贊克”。
殺人並不只是為了興趣，而是為了短暫消除被自己所殺的人在耳邊不斷回繞的怨恨聲。
後來來到帝都重新開始殺人，而被Night Raid給盯上，並決定將其除去。與塔茲米交戰時利用帝具之力將其玩弄於股掌之間，但被趕來的赤瞳所殺。死前發覺因他而死的人的聲音消失了而感謝赤瞳後死去。
使用著帝具五視萬能：觀察者。

#### 羅刹四鬼
棘（聲：日野聰）
擅長找出敵人的長處，對殺人感到愉快。四人中因擁有最強的實力而感到自豪。與赤瞳是舊識，被赤瞳斬殺。
鈴鹿（聲：松井惠理子）
在戰鬥中受到攻擊會感受到快感的人，因此試著想要靠近艾斯德斯。動畫裏生死未卜，而漫畫裏則存活。
朱天（聲：乃村健次）
身軀龐大；皮膚堅硬，但動作輕快。相信在現世殺人是靈魂獲得解放，因此不斷的殺人。被拉伯克絞碎心臟而死。
馬頭（聲：鈴木愛奈）
天真無邪的性格。動作敏捷快速。汗有油的特性，能提升身體性能。最後遭拉伯克的雙刀朝背部刺死。

#### 三獸士
艾斯德斯原来手下的三名悍将，在大运河文官保护事件中被布兰特和塔茲米全数歼灭。
利瓦（聲：中田讓治）
身高：普通；血型：AB型；興趣：料理（很難吃）
原帝國軍人，布蘭德的前長官。因不肯行賄而被誣陷下獄，被艾斯德斯救出後效忠於她。與布蘭德戰鬥後身亡。
擁有帝具水龍憑依：黑馬林，能操縱液體。
妮烏（青文版：貓烏）（聲：生天目仁美）
身高：矮小；血型：B型；興趣：收集人臉
擁有帝具軍樂夢想：尖嘯。
喜歡將敵人的臉割下來做收藏，在布蘭德死亡前被塔茲米所殺。
達伊達斯（青文版：戴達拉）（聲：勝杏里）
身高：高大；血型：B型；興趣：鍛煉
擁有帝具兩柄大斧：貝爾瓦克。
被布蘭德斬殺。

#### 暗殺部隊
柯斯吉（聲：西凜太朗）
暗殺部隊的教官。赤瞳的暗殺術導師與她所敬仰如父親般的人。
手段冷酷，會對失敗者毫不容情的加以捨棄，但絕非毫無感情之人，只是壓抑在心中不說。
赤瞳叛變後與逃走的她交手，最後敗亡在對方手下，臨終前回想起暗殺部隊成員們還是孩子時的情景，自嘲自己沒有資格被他們視為父親後死去。
是赤瞳的帝具「一斬必殺：村雨」的前任持有者。羅剎四鬼的馬頭的親生父親。
納哈修
暗殺部隊的No.1。也是小隊的指揮官，受到同伴的敬重與信賴，並被他們尊稱為「隊長」。
筑紫
暗殺部隊的No.6。對柯斯吉絕對信從的少女。
就暗殺者來說不夠成熟，希望自己的任務能為民眾帶來幸福。與赤瞳的感情很好，但當赤瞳懷疑柯斯吉時就會表現出敵意。
赤瞳叛變後加入追擊，見到柯斯吉被赤瞳反殺後情緒激昂，最後死在赤瞳手下。
科妮莉亞
暗殺部隊的No.3。被隊中女性成員當成大姊姊看待。
古里
凱
波妮

#### 特殊警察Jaegers（狩人）
为了摧毁Night Raid，由艾斯德斯紧急成立的帝具使集团。也負責守護帝都周圍並打擊罪犯。青文版則是翻為帝具獵人
艾斯德斯（聲：明坂聰美）
见“艾斯德斯”
威爾/韋伯（青文版：威卜）（聲：細谷佳正）
身高：180cm；血型：A型；興趣：釣魚
原為帝都海軍，為人正直且關心夥伴，但有點遲鈍，對黑瞳有好感(動畫版僅僅只有友誼)。
實力強大，裝備帝具後獨自對抗聯手的赤瞳、瑪茵、拉伯克三人也穩佔上風。
漫画版提及在艾斯德斯外出討伐叛軍期間，因為席拉的身份，看著Wild Hunt等人的暴虐行為卻毫無辦法。
最後看到席拉要對黑瞳出手而終於忍不住動手揍了席拉，並由布德大將軍當裁判與席拉不使用帝具對決並打敗席拉。
而動画版與席拉及Wind Hunt沒有關聯，並於23話以人情協助塔茲米對抗皇帝。
擁鎧甲型帝具修羅化身：貴族戰車（比惡鬼纏身：入侵的帝具型號更新，但無法透明化）。
漫画
闖入赤瞳和黑瞳的決戰，為了不讓塔茲米妨礙自己帶走黑瞳，同時裝備貴族戰車和万里飛翔。
在赤瞳和黑瞳的決戰中向黑瞳告白，並宣布自己要帶著黑瞳脫離戰鬥，破壞八房之後帶著黑瞳離去。
塔茲米等人以‘被打得粉身碎骨’和碎落的八房謊稱兩人被殺。
動畫
皇帝倒台後，和倖存的蘭來到黑瞳墓前掃墓，並準備和蘭加入新的國家重建帝都。
黑瞳（聲：大橋彩香）
身高：160cm；三圍：80-51-81；血型：A型；興趣：吃甜食
赤瞳的妹妹，擅長劍技，小時候姊妹倆被賣到帝國的暗殺者組織中培養成殺手。
與赤瞳不同，沒被選為精英的暗殺隊員，因此身體被藥物改造過，要害被切爾茜攻擊之後雖然重傷但卻沒死。
擁有強化了的身體，可惜有後遺症（需常常吃加了藥的糖果），對加入Night Raid的赤瞳非常不諒解，並認為赤瞳是背叛者而打算殺死她。
被選為加入Jaegers（狩人），對威爾有好感，雖然常靠著屍體人偶與敵人對戰，但本身實力也非常了得。
拥有帝具死者行军：八房。
漫画
在和赤瞳的決戰中，被威爾破壞八房並帶離戰場。
動画
因知道自己的壽命不長，於22集中告知赤瞳仍喜歡著姐姐。
並對姐姐赤瞳下戰帖後於決戰之中被姐姐親手斬殺身亡，並且倒在赤瞳的懷裡。
黑瞳的八房收藏
納塔拉：小時玩伴，持長槍，黑瞳的貼身護衛。
朵雅：北方異民族派來的刺客，雙鎗好手。
沃爾生：著名的保鑣，持盾，徒手武藝高超。
愛普曼：人猿型危險種，有驚人的力氣與速度，但無腦。
亨特：蠻族倖存者，行動飄忽詭異。
洛克格：帝國將軍，使用長鞭，與娜傑塔為舊識，背叛帝國後被黑瞳刺殺。
戴斯塔古魯：超級危險種，破壞力可改變地貌，黑瞳趁其冬眠時刺殺。
凱薩巨蛙：胃酸可以輕易消化任何物品。
波魯斯（青文版：伯魯斯）（聲：竹本英史）
身高：相當高；血型：AB型；興趣：家庭服務
因個性內向，常戴著面具，生怕被他人看見容貌。
雖然看起來是個戴著面具怪人，但其實是個溫柔的好人，有個漂亮的老婆和女兒。
會與夥伴一起做飯，因為怕夥伴覺得自己噁心而沒有一起吃飯。
最後在艾斯德斯的幫助下，終於拿下面具面對自己的夥伴。
再加入Jaegers（狩人）之前是帝國特殊部隊，因此因為任務燒毀了不少村落、殺了不少人。
第32話被偽裝成小女孩的切爾茜殺死，其妻女每天都會去替波魯斯掃墓，但在其墓前被席拉等人虐待至死。
動画版Wild Hunt戲份被刪除而因此没有遭遇事件，其妻女最後在結尾時發放食物幫助帝都居民。
擁有帝具煉獄招致：路比岡德。
賽琉·由比基塔斯（青文版：瑟琉·尤比奇塔斯）（聲：花澤香菜）
身高：162cm；三圍：82-54-84；血型：A型；興趣：巡邏
帝都警備隊出身的可愛女性，同樣是警備隊的父親在與Night Raid戰鬥時殉職。
認為警備隊就等於正義，做所有的事都稱為正義，可謂是為正義而活著，隊長歐卡被Night Raid殺死後對其成員抱持著絕對的憎恨。
對正要回到大本營的瑪茵和希兒進行襲擊，於激戰中被希兒切斷雙臂，但曾透過歐卡認識的時尚教授進行過人體改造。
在希兒救援被小可抓住的瑪茵後，從口中射出子彈擊中希兒胸口，使希兒無法動彈而被小可咬掉上半身，導致希兒被小可吃掉而死亡。
後來雙臂被Dr.時尚改造成可自由變換九種功能武裝義肢及頭部自爆武裝，合稱『十王的裁決』（一番／正義秦廣球、二番／初江飛翔體、三番／正義宋帝刀、四番／五官鞭、五番／正義閻魔槍、六番／變成彈道彈、七番／正義泰山砲、八番／平等魚雷、九番／正義都市探知機、最終番／五道轉輪爐；其中二、七、八番武裝，可合組為對空陸水三棲攻擊的「殲滅裝備」）；然後轉屬到狩人小隊，對犯罪之人毫不留情，即使一點小罪也會處死對方，連夥伴的威爾都看不過去。
在守護伯利克任務中發現瑪茵與塔茲米，並與單獨留下的瑪茵對戰，敗給瑪茵後要跟其同歸於盡而自爆。
擁有帝具魔變化：百臂巨人（昵称：小可/小比（コロ），青文版的翻譯為可羅）。
Dr.時尚（青文版：時髦博士）（聲：成田劍）
身高：180cm；血型：B型；興趣：研究
自戀的娘娘腔，是個有著進行人體實驗的嗜好的醫生。幫賽琉裝上義肢，並意圖開發出不輸給帝具的武器。
有著自己進行人體改造後的私人兵團，並依照能力用將棋的名稱來稱呼。士兵的來源多半是罪犯，有著引爆失敗的手下體內的炸彈將其捨棄的習慣。
因為對塔茲米的來歷有所懷疑而獨自跟蹤對方，順勢找到、並率領屬下攻入Night Raid的大本營，最後被赤瞳所斬殺。
拥有帝具神之御手：完美者。
蘭（青文版：藍）（聲：間島淳司）
身高：175cm；血型：O型；興趣：摺紙
原為帝國邊境農村中教小孩的老師，一次外出回來後，發現其學生都被虐殺，但地方官員為了維持名聲而把事情隱藏下來。
與革命軍不同，為了改變帝國而選擇爬上高位從內部改變，因此加入了狩人。
漫画版提及兰在後來發現Wild Hunt的尚普便是虐殺其學生的人，去找他報仇。
拥有帝具万里飞翔：莫斯提马。
漫画
最後將尚普殺死，但因為救黑瞳而被尚普偷襲重傷將死。
最後快死時黑瞳因為不想再失去夥伴而用八房把蘭殺死變成人偶。
動画
在動畫版中則與尚普沒有出現，而沒有因此受傷而被黑瞳製成人偶，
更於第23話與敵對的雷歐奈一同保護市民，皇帝倒台後，和倖存的威爾來到黑瞳墓前掃墓，並準備和威爾加入新的國家重建帝都。。

#### 秘密警察Wild Hunt（狂野猎犬）
由席拉所創立的組織，成員皆是世界各地的罪犯。為了引出Night Raid而到處強姦虐殺平民為樂。
動画版戲分因暴力情節而刪除，變成由席拉所領導的一批無名衛士，甫建成未有功績便因失去隊長而解散。
席拉（青文版：修羅）（聲：木村良平）
身高：175cm；血型：B型；興趣：酒池肉林
大臣之子，Wild Hunt的創始人。
擁有褐色的皮膚，臉上有X型的疤痕，頭上附有和大臣同樣的東西。
Dr.時尚死後將其進行危險種實驗時製造的人工危險種放了出來。
實力強大，為了鍛鍊而到世界各處遊歷，因其父親大臣交付的任務〈尋找可用之人〉，帶各處使用帝具的罪犯回到帝都。
個性殘暴好色，在艾斯德斯去討伐反叛軍的期間，仗著大臣兒子的身分帶著Wild Hunt在帝都到處虐殺平民。
連Jaegers（狩人）成員波魯斯的遺孀和女兒也不放過，最後想對黑瞳出手而徹底激怒了威爾，最後被威爾打敗。
拥有空间移动系帝具次元方阵：香格里拉。
漫画
於漫画52话被拉伯克用線將頸部弄斷致死。
動画
20話则被拉伯克拉到自己形成往世界盡頭的結界後，被拉伯克用線組成的矛插入並破壞心臟致死。
以藏
日本武士打扮的剑客。順帶一提爱刀“江雪”並不是帝具。
比起一切更愛自己的刀，是個不斷對刀進行血祭的劍客。為了盡情殺人而跟隨席拉。
於漫画52.5話斬殺拉伯克。
於漫画58話被赤瞳用村雨斬殺
多羅特雅（青文版：多羅媞雅）
與少女的外表不相符，使用古舊的說話方法。
是個身體經過無數改造的煉金師。
跟隨席拉來帝都的目的是找時尚教授合作。
最後被雷歐奈折斷頸椎後以巨石砸死，至此狂野獵犬全滅。
擁有帝具血液收集：急速吸取。
科斯米娅（青文版：可思米娜）
个性淫荡的眼鏡娘，头上戴着兔耳。
喜歡向帥氣的青年尋求性行為。
原為被西方國家的魔女裁判判為有罪的歌姬。
在向瀕死的蘭尋求性行為時被瑪茵從遠處擊中，被多羅特雅以煉金術救活，但腦部因心臟停頓而受傷。
之後被多羅特亞煉成螳螂型的危險種，最後在決戰中被塔茲米一刀兩斷而死。
拥有话筒型帝具大地鸣动：重压。
炎心（青文版：閻辛）
原是称霸南方诸岛的海盗，個性好色。
常常把平民女性抓走性侵並虐殺。
與科斯米娅前去援救尚普中遭遇night raid，並被赤瞳斬殺。
拥有帝具月光麗舞：风刃剑。
尚普（青文版：強普）
是個連環殺手，小丑装扮的巨汉。是個變態戀童癖。
不論男女，常把小孩性侵，並以“為了不讓他們成為肮髒的大人”為由虐殺。
在波魯斯墓前性侵其女並虐殺之。
兰的仇人，曾殺害蘭所有的學生，最后被兰以帝具秘技反擊致死。
拥有帝具快投乱麻：大投手。

### 異民族
聲：石狩勇氣

### 安寧道
教主（聲：高坂篤志）
伯利克（聲：岩崎征實）
聲：菅澤公平

### 其他
家康、小夜（聲：高橋孝治（家康）、小松未可子（小夜））
以上兩人皆為塔茲米的青梅竹馬，前往帝都途中被盜賊襲擊，跟塔茲米走散。後來兩人在帝都被艾莉亞一家囚禁。小夜最終被虐打致死，家康最終因為爾柏拉病末期而死亡。兩人的死也促使塔茲米下定決心成為殺手，加入夜襲並剷除帝都的腐敗。
艾莉亞（聲：佐藤奏美）
貴族大小姐，收留了因被騙光錢而無處可去的塔茲米，表面上親切可愛，內心實則陰險狠毒。喜歡將從外地來到帝都謀生的鄉下人騙到家中然後折磨至死。最後被塔茲米親手斬殺。

## 世界觀與設定用語

### 组织/势力
Night Raid[夜襲]
名震帝都的殺手集團。實際上是為了推翻帝國的革命軍所組織的暗殺部隊。主要負責暗殺罪大惡極之人，並在革命軍發動推翻帝國的戰爭時將大臣暗殺。
根據地是在帝都北方十公里外的山中。
初期因為赤瞳、娜傑塔、希兒、布蘭德的面貌已經曝光，所以探查情報與交涉工作是由雷歐奈負責，希兒死後瑪茵也被列入被通緝名單。
所屬成員各有自己的參戰理由，也對自己是從事殺手這黑暗的工作這點有遲早自己都要承受報應的覺悟。
在動画的最後，8位 Night Raid 成员死了，分别是 希儿, 布蘭德, 雷欧奈, 塔兹米, 瑪茵, 拉伯克, 切爾茜 以及 须佐之男。娜傑塔接管帝國, 而赤瞳背负革命军的黑暗面隐世埋名。
三兽士
艾斯德斯的心腹手下，全部都是帝具使。對艾斯德斯是絕對服從，在前者下令活埋四十萬人與大臣要求艾斯德斯去暗殺非大臣派系的良知派官員都會毫無遲疑地去做。
為了引出Night Raid而在抹殺良知派官員時冒用Night Raid之名，最後被Night Raid派出的布蘭德與塔茲米的聯手下被消滅。
羅剎四鬼
大臣在建立狂野獵犬前的殺手鐧，為四個無帝具的行刑者所組成，長期修行且食用危險種讓他們能自由操縱自己的身體，能讓身體自由變形。
在大臣送去保護安寧道時被赤瞳殺死一人拉伯克殺死二人。
特殊警察Jaegers[狩人]（青文版：帝具獵人）
為了殲滅活動越來越頻繁的Night Raid，而由大臣委請艾斯德斯將軍擔任指揮的情況下，由艾斯德斯組織成的帝具使集團。
安宁道
在帝國民眾之間有著廣大信徒的宗教。以累積善行就會得到幸福和長壽為宗旨，在短短十年內信徒增長速度越來越多快，已成了帝國東方的一股龐大勢力。
异民族
非帝國人的其他民族的統稱。從北、西、南三方包圍著帝國，與帝國時而常有戰爭發生。
有些被帝國雇傭為傭兵，在和Night Raid的鬥爭中有出現過。北方的異民族在發起戰亂後被艾斯德斯擊潰，西方異民族則與革命軍締結為同盟，現與帝國是敵對關係。
在數年前南西方的異民族也對帝國掀起過叛旗，但在很短的時間內就被艾斯德斯消滅了。
秘密警察Wild Hunt[狂野獵犬]
不同於Night Raid和特殊警察Jaegers、同在帝都內活動的第三股勢力。
因為Jaegers在和Night Raid的多次爭鬥中殉職數名成員，而為了取代其存在、由大臣之子席拉將他在國外收攏到的人才所組建的戰鬥集團。
相較於Jaegers，行動上顯得特別的暴虐，因此與主要負責消滅帝都內的罪惡的Night Raid發生多次衝突，也因為行動太沒節制而和Jaegers的關係相當的差，幾乎到了成仇的地步。

### 帝具
1000年前，建立了帝國的始皇帝為了永遠守護國家，但認為自己也會有死去的一天，覺得武器或防具的話可以一直繼承到未來並守護國家。
所以用各種傳說中的超危險種為材料，加上各種稀有金屬，還有從世界各地招來的最頂級的匠師們，並以其巨大的財力與權力所開發出的以現在也無法製造的48件兵器，並稱之為「帝具」。
有著消耗體力和精神力換取強大威能的力量，並還有各種隱藏能力，由於對人體精神力及體力消耗量大，一個人最多只能使用一個帝具。帝具持有者彼此對戰則必然會有一方殞命。但在500年前因內亂而有半數以上下落不明。對該帝具的第一印象將是決定能否使用的關鍵。
一斩必杀：村雨（One Cut Killer: Murasame）
日本刀型帝具。對斬傷的傷口會施以咒毒，並無解毒方法，令受傷者立即死亡。不過對沒有心臟或已死的對象無法產生作用。
即使受到一點小擦傷也會死亡，因此在使用與保養上要特別的小心。
於動画版中的隱藏技能是赤瞳用村雨斬傷自己，將以往所殺之人的悲嘆、傷感、憤怒、仇恨灌入自己，以自己來承受，力量、 速度都有大幅度的提升。
百獸王化：獅子王（青文版：獅王合一）（Animal King Form: ）
腰帶型帝具。能夠讓使用者獸化，並大幅提升各種身體能力,嗅覺之類也會被強化,能引起索敵的效果。
隱藏能力是超治癒力，配合拉伯克的千變萬化甚至能接回被斬斷的肢體。
浪漫砲台：南瓜（Roman Artillery: Pumpkin）
巨大的枪型帝具。將使用者的精神能量化為衝擊波射擊出去。
使用者的危機程度越高以及情緒越高漲，威力也會提升越高。可依照情況變化改變型態。
恶鬼缠身：入侵（青文版：硬殼死奧）（Demon Armor: ）
鎧甲型帝具。雖為鎧甲型帝具，但型態為一把劍，將劍插入地面召喚出鎧甲包覆全身。
以鐵壁般的防禦力自誇的帝具，能夠增強穿著之人的能力，因為對裝備者負擔極大，普通人穿上的話便會死掉。
製作的材料為一種名為泰蘭德的擁有不可思議生命力的凶暴龍形危險種，被視為災厄的化身，經常為了適應各種極端的環境而不斷進化。
被當作惡鬼纏身材料的個體甚至進化出了透明化的能力，因此惡鬼纏身隱藏能力為透明化。
一旦透明化時限一過就必須卸下鎧甲重新裝備才能再使用。發動時並不會消去一切氣息。
作為材料的現在，泰蘭德的肌肉仍然活著，為了打倒敵人而持續著進化。
漫画54話中，由於塔茲米的意志進化為最強型態，可以足以瞬間適應魔神显现：恶魔之粹的祕技「摩訶鉢特摩」，可逼艾斯德斯出全力。
千變萬化：交叉之尾（青文版：游絲擺尾）（Infinite Uses: Cross Tail）
線型帝具。是由棲息在東海之雲中的超級危險種的體毛做成。
特別是保護要害的體毛，極其堅韌，這個部位製成的線異常鋒利，被稱之為斷界線，但這種線只有一根。
能夠張開為結界或是陷阱，也擁有拘束、切斷的能力，也能集中起來穿著在身上當鎧甲或變成武器，如其名稱一樣千變萬化。
万物两斷：销魂（青文版：Ｘ字雙刃）（Cutter of Creation: Ecstasy）
大型剪刀帝具。世間的一切物體都能剪斷，因為堅硬度極高，也能用於防禦。
隱藏能力是金屬部分能放出強烈的光芒暫時令人失明。
变身自在：盖亚粉底（青文版：大地粉底）（Phantasmagoria: Gaea Foundation）
化妆帝具。能让使用者按意愿变成任何东西。

电光石火：须佐之男（青文版：素盞鳴尊）（The Speed of Lightning: Susanoo）
生物类人型帝具。生物型帝具只要核心沒被破壞，即使被大卸八塊也能復原。
因為是用於護衛重要人士帝具，所以腦內有戰鬥與家事功能，核心是胸口上的勾玉。
隱藏能力是禍魂顯現，代價是會消耗使用者的生命力，3次之後使用者便會耗盡生命力。
禍魂顯現之後各方面能力會得到強化，且能夠使用八咫鏡（反彈攻擊）、天叢雲劍，在3次禍魂顯現次數中，就算核心被破壞也能再復原。
五视万能：观察者（青文版：旁觀者清）（Omnipotent Five Sights: Spectator）
眼型帝具。安装在额头使用。能夠進行遠視、微觀、預見、讓敵人看到幻覺、並能感知敵人的想法。
魔兽变化：百臂巨人（青文版：赫加頓克爾）（Magical Beast Transformation: Hekatonkheires）
生物类犬型帝具。生物型帝具只要核心沒被破壞，即使被大卸八塊也能馬上復原。
愛好是吃人，感情很豐富。平常是不到賽琉一半高度、看起來很像可愛的玩偶，戰鬥時則會變成兩公尺多高的凶暴猛獸。
賽琉失去雙手換裝Dr.時尚開發的義手後，有將Dr.時尚開發的武裝收納在體內的功能。
隱藏能力是能夠使其狂暴化，代價是狂暴化後過熱數個月不能使用。
两柄大斧：贝尔瓦克（青文版：轟終伐酷）（Double-Bladed Axe: Belvaac）
斧型帝具。因為重量極重，只有擁有過人臂力之人才能揮舞，但相對的攻擊力也極強，
並能從中分開成兩把斧頭，投擲出去之後只要還有力量就會追蹤敵人。
军乐梦想：尖啸（青文版：驚聲尖嘯）（Military Music Dream: Scream）
笛型帝具。能夠操縱聽到笛聲之人的感情的帝具，不過對不懂音律的人效用就不是很大，過去常用於戰場提升士氣而廣為人知。
隱藏能力是把自己的肉體給強化的「鬼人招來」。
水龙凭依：黑马林（青文版：黑色之海）（Water Dragon Possession: Black Marlin）
戒指型帝具。以水棲危險種能操作水流的器官為材料製作。
裝備者能夠自由操作所接觸到的液體。但在沒有液体的環境下就無法使用。
隱藏能力是將自己的血液當成武器來操縱的「血刀殺」。
死者行军：八房（March of the Dead: Yatsufusa）
日本刀型帝具。能夠操縱用此刀殺死之人、危險種的屍體。
最多能操作8具屍體，並能夠再現屍體生前所擁有的實力，屍體生前所使用的帝具也能夠再使用。
神之御手：完美者（青文版：完美主義）（Glorious Hands of God: Perfector）
盔甲手套型帝具。能讓手部的精細動作達到數百倍以上的效果。
炼狱招致：路比冈德（青文版：戮匕康帝）（Purgatory's Invitation: Rubicante）
火焰喷射器型帝具。能放射出強力的火焰，且用水無法撲滅。
隱藏能力是發射出長距離的球形火焰「岩漿鍊成」。
万里飞翔：莫斯提马（青文版：默思天魔）（Soaring for Thousands of Miles: Mastema）
翼型帝具。能夠讓使用者飛行，並能使用羽毛進行攻擊，可進行遠距離攻擊。
隱藏能力是「神之羽翼」可以應付近距離攻擊。
修罗化身：贵族战车（青文版：古蘭戰輪）（Carnage Incarnate: Grand Chariot）
铠甲型帝具。雖為鎧甲型帝具，但型態為一把劍，將劍插入地面召喚出鎧甲包覆全身。
比惡鬼纏身的型號還要新，但不能透明化。
魔神显现：恶魔之粹（青文版：惡魔精華）（Djinn Manifestation: Demon's Extract）
血液型帝具。是棲息在北方能控制冰的超級危險種的血液，將其喝下的適合者就能得到操縱冰的能力。與需要水才能使用的黑馬林不同，可以憑空製造出冰來。
普通人要是喝下就會產生無法抑制的破壞衝動，適合者則會在身上出現印記。
隱藏能力是能凍結時空的「摩訶鉢特摩」，不過本來是沒有這樣的隱藏能力，是艾斯德斯自己開發出來的。
次元方阵：香格里拉（青文版：香巴拉）（Dimensional Formation: Shambhala）
空間傳送型帝具。能夠傳送至紀錄地點。不過一次只能傳送少數人並要耗費大量能量，因此無法在短時間內連續使用。
该帝具开始由席拉持有，席拉死后被拉伯克夺取。拉伯克在越狱时，左手和次元方阵：香格里拉一起被以藏用“江雪”斩断。
奇奇怪怪：阿达由斯（青文版：阿答猶司）（The Mysterious: Adayusu）
镰型帝具。持有者還未使用其能力前就被赤瞳斬殺，所以能力不明。
月光麗舞：风刃剑（青文版：流月閃刃）（Moonlight Sword Dance: Shamshir）
弯刀型帝具。能够发出真空刃。特点是威力会随着月龄变化而变化，满月之时威力最强。
大地鸣动：重压（青文版：重重重壓）（Earth Shaker: Heavy Pressure）
麥克風型帝具。能發出超音波粉碎敵人。
發動期間會讓周圍的生物因此感到痛苦，短時間內無法自由行動，而且因為是範圍形效果，所以連己方成員也會被捲入。
快投乱麻：大投手（青文版：亡牌投手）（Ace Solution: Die Leaguer）
6个球组成的帝具。每个都拥有不同的属性，需要投出才会奏效，投出后球会飞回来。
- 焰之球（火焰属性）包裹著火焰使攻擊力增強。
- 雷之球（雷击属性）對目標產生電擊並附加停滯效果。
- 冰之球（冰雪属性）將目標凍結。
- 风之球（风暴属性）速度最快的球，會產生旋風。
- 腐之球（腐蚀属性）會將擊中的部位給腐蝕掉。
- 爆之球（爆裂属性）命中後產生爆炸。

血液收集：极速吸取（Blood Collection: Absorb-Dex）
吸血鬼牙齿型的帝具。安装在口腔内使用。
用以吸取他人血液，可用于自我治疗或提升自身实力。可将对方吸成人乾。
超力喷出：巴尔扎克
面具型帝具。在娜杰塔还是帝国将军时由她的副官持有该帝具。
能将使用者的潜力100%地发挥出来。
雷神憤怒：亚得米勒（Adrammelech）
布德大将军的帝具。擁有操縱雷雲的能力，能夠輕易地操縱雷電來進行攻擊。
隱藏能力為雷霆凝射，是創造出大量雷雲並集結所有雷電並射擊的招式。
伊雷斯頓：
奧內斯特大臣的帝具。頭環型帝具，在一定範圍內可以破壞其他帝具，但鑲在上面的寶石會暫時碎掉，需要一個禮拜才會再生，這段時間內無法使用。
動畫中的造型看起來像是鑲有眼珠的戒指，最後決戰時大臣用其把百獸王化：獅子王破壞

### 臣具
在始皇帝打造出帝具的400年後，當時的皇帝為了重新打造出帝具而下令製作、但最終失敗的結果。就性能來說比尋常武器高，但威力不及帝具，且具有一定的副作用。在柯斯吉為了打造出忠於帝國的暗殺部隊時被他取出交給赤瞳等人使用。
桐一文字
日本刀型的臣具。被其刀刃斬開的傷口會無法治癒。
赤瞳在暗殺部隊期間使用的武器，在和柯斯吉的決鬥中損毀。
水龍之劍
劍型臣具。能在三分鐘內強化使用者的身體能力，但時效一過就會陷入嚴重的疲勞狀態，且使用能力的瞬間會產生強烈的劇痛。
持有者為納哈修。

## 出版書籍
| 卷數 | 史克威爾艾尼克斯 | 史克威爾艾尼克斯       | 青文出版社     | 青文出版社             |
| 卷數 | 發售日期         | ISBN                   | 發售日期       | ISBN / EAN             |
| ---- | ---------------- | ---------------------- | -------------- | ---------------------- |
| 1    | 2010年8月21日    | ISBN 978-4-7575-2980-9 | 2014年3月6日   | ISBN 978-986-310-962-4 |
| 2    | 2011年1月22日    | ISBN 978-4-7575-3129-1 | 2014年6月12日  | ISBN 978-986-356-044-9 |
| 3    | 2011年5月21日    | ISBN 978-4-7575-3238-0 | 2014年9月11日  | EAN 471-8016-00966-0   |
| 4    | 2012年1月21日    | ISBN 978-4-7575-3482-7 | 2014年12月4日  | EAN 471-8016-01092-5   |
| 5    | 2012年4月21日    | ISBN 978-4-7575-3570-1 | 2015年3月7日   | EAN 471-8016-01199-1   |
| 6    | 2012年9月22日    | ISBN 978-4-7575-3736-1 | 2015年8月15日  | EAN 471-8016-01401-5   |
| 7    | 2013年2月22日    | ISBN 978-4-7575-3881-8 | 2015年10月23日 | EAN 471-8016-01492-3   |
| 8    | 2013年7月22日    | ISBN 978-4-7575-4011-8 | 2016年1月20日  | EAN 471-8016-01614-9   |
| 9    | 2014年1月22日    | ISBN 978-4-7575-4206-8 | 2016年4月18日  | EAN 471-8016-01665-1   |
| 10   | 2014年6月21日    | ISBN 978-4-7575-4338-6 | 2016年6月4日   | EAN 471-8016-01873-0   |
| 11   | 2014年12月22日   | ISBN 978-4-7575-4505-2 | 2016年8月18日  | EAN 471-8016-01928-7   |
| 12   | 2015年7月22日    | ISBN 978-4-7575-4693-6 | 2016年11月9日  | EAN 471-8016-02092-4   |
| 13   | 2016年1月21日    | ISBN 978-4-7575-4863-3 | 2017年3月20日  | EAN 471-801-602-224-9  |
| 14   | 2016年8月22日    | ISBN 978-4-7575-5080-3 | 2017年7月13日  | ENA 471-801-602-356-7  |
| 15   | 2017年2月22日    | ISBN 978-4-7575-5249-4 | 2017年10月18日 | EAN 471-801-602-629-2  |

斬！赤紅之瞳 零
| 卷數 | 史克威爾艾尼克斯 | 史克威爾艾尼克斯       | 青文出版社     | 青文出版社             |
| 卷數 | 發售日期         | ISBN                   | 發售日期       | ISBN / EAN             |
| ---- | ---------------- | ---------------------- | -------------- | ---------------------- |
| 1    | 2014年6月21日    | ISBN 978-4-7575-4339-3 | 2015年6月4日   | EAN 471-8016-01302-5   |
| 2    | 2014年12月22日   | ISBN 978-4-7575-4506-9 | 2015年9月19日  | EAN 471-8016-01520-3   |
| 3    | 2015年7月22日    | ISBN 978-4-7575-4694-3 | 2016年5月16日  | EAN 471-8016-01851-8   |
| 4    | 2016年1月21日    | ISBN 978-4-7575-4864-0 | 2016年10月25日 | EAN 471-8016-02027-6   |
| 5    | 2016年8月22日    | ISBN 978-4-7575-5081-0 | 2017年3月25日  | EAN 471-8016-02223-2   |
| 6    | 2017年2月22日    | ISBN 978-4-7575-5250-0 | 2017年12月14日 | EAN 471-8016-02605-6   |
| 7    | 2017年8月25日    | ISBN 978-4-7575-5457-3 | 2018年5月31日  | EAN 471-8016-02937-8   |
| 8    | 2017年12月25日   | ISBN 978-4-7575-5564-8 | 2018年10月18日 | ISBN 978-9-8635-6620-5 |
| 9    | 2018年8月25日    | ISBN 978-4-7575-5827-4 | 2019年4月22日  | ISBN 978-986-356-875-9 |
| 10   | 2019年4月25日    | ISBN 978-4-7575-6104-5 | 2019年11月11日 | ISBN 978-986-512-130-3 |

## 電視動画
2014年7月開始播出。

### 製作人員
- 原作：貴博、田代哲也（「月刊GANGAN JOKER」Square Enix刊）
- 監督：小林智樹
- 系列構成：上江洲誠
- 劇本監修：貴博
- 角色設計、總作画監督：中村和久
- 帝具、道具設計：森木靖泰、鈴木典孝、岩畑剛一
- 美術監督：高峯義人
- 美術設定：李炫定、野村正信
- 色彩設定：佐藤美由紀
- 特殊效果：荒畑步美
- 3D導演：相馬洋
- 攝影監督：中村圭介
- 編輯：後藤正浩
- 音響監督：鄉田穗積
- 音響效果：川田清貴
- 音樂：岩崎琢
- 音樂製作：東寶
- 製片人：吉澤隆、山中一孝、三宅將典、麻生一宏、篠原廣人、馬場楊子、岩佐岳
- 動画製作人：吉川綱樹
- 動画製作：WHITE FOX
- 製作：「斬！赤紅之瞳」製作委員會

### 主題曲
片頭曲
「Skyreach」（第1話－第14話）
作詞：古屋真，作曲：伊藤翼，編曲：古川貴浩，主唱：雨宮天
「Liar Mask」（第15話－第24話）
作詞、作曲：Tomo.×大塚剛毅，編曲：Tomo.×大塚剛毅、秋月須清，主唱：真山梨花
片尾曲
（第1話－第14話）
作詞、作曲、主唱：澤井美空，編曲：TATOO
（第15話－第24話）
作詞、作曲：澤井美空，編曲：TATOO，主唱：雨宮天

### 各話列表
| 話數   | 日文標題 | 中文標題          | 劇本       | 分鏡       | 演出                | 作画監督                                                                  |
| ------ | -------- | ----------------- | ---------- | ---------- | ------------------- | ------------------------------------------------------------------------- |
| 第1話  |          | 斬除黑暗          | 上江洲誠   | 小林智樹   | 小林智樹            | 中村和久                                                                  |
| 第2話  |          | 斬除權力          | 上江洲誠   | 小澤一浩   | 小澤一浩            | 鯉川慎平                                                                  |
| 第3話  |          | 斬除隔閡          | 上江洲誠   | 岡本學     | 川越崇弘            | 山本正嗣、小谷杏子 渡部由紀子、瀨尾康博                                   |
| 第4話  |          | 斬除帝具使        | 上江洲誠   | 島津裕行   | 土屋浩幸            | 池上太郎                                                                  |
| 第5話  |          | 斬除美夢          | 待田堂子   | 小澤一浩   | 平向智子            | 山本善哉                                                                  |
| 第6話  |          | 斬除絕對正義      | 待田堂子   | 岡本學     | 岡本學              | 又賀大介                                                                  |
| 第7話  |          | 斬除三獸士 -前篇- | 上江洲誠   | 黑崎武     | 柴田彰人            | 寒川步、青木一紀                                                          |
| 第8話  |          | 斬除三獸士 -後篇- | 上江洲誠   | 島津裕行   | 關谷真實子 江口大輔 | 木宮亮介、武藤信宏 吉田伊久雄、池上太郎                                   |
| 第9話  |          | 斬除戰鬥狂        | 待田堂子   | 新留俊哉   | 佐佐木純人          | 竹田直樹、相澤秀亮 武本大介                                               |
| 第10話 |          | 斬除誘惑          | 中村浩二郎 | 岡本學     | 三上喜子            | 山本善哉、臼田美夫                                                        |
| 第11話 |          | 斬除瘋狂科學家    | 中村浩二郎 | 平向智子   | 碇谷敦              | 田中一真、豆塚明日香 碇谷敦                                               |
| 第12話 |          | 斬除新人          | 中村浩二郎 | 小澤一浩   | 土屋浩幸            | 池上太郎、相澤秀亮                                                        |
| 第13話 |          | 斬除礙事之人      | 待田堂子   | 園田雅裕   | 園田雅裕            | 佐佐木睦美、竹田直樹 井元一彰                                             |
| 第14話 |          | 斬除巨大危險種    | 上江洲誠   | 島津裕行   | 岩月甚              | 中田正彥                                                                  |
| 第15話 |          | 斬除教團          | 待田堂子   | 新留俊哉   | 佐佐木純人          | 池田有、相澤秀亮 中田正彥、寒川步                                         |
| 第16話 |          | 斬除人偶          | 中村浩二郎 | 村川健一郎 | 土屋浩幸            | 木宮亮介、又賀大介 武藤信宏                                               |
| 第17話 |          | 斬除詛咒          | 待田堂子   | 岡本學     | 岡本學              | 相澤秀亮、竹田直樹 武本大介、宮田瑠美 中村和久                            |
| 第18話 |          | 斬除惡鬼          | 上江洲誠   | 島津裕行   | 古賀一辰            | 豆塚明日香、木宮亮介 池田有、武藤信宏 中村和久                            |
| 第19話 |          | 斬除因緣          | 上江洲誠   | 中山敦史   | 松村政輝            | 池上太郎、田中一真 寒川步、福田裕樹                                       |
| 第20話 |          | 斬除修羅          | 中村浩二郎 | 岡本學     | 江口大輔            | 中田正彥、池田有 木宮亮介、武藤信宏 榊原智次、武本大介 又賀大介、中村和久 |
| 第21話 |          | 斬除絕望          | 待田堂子   | 島津裕行   | 土屋浩幸            | 中田正彥、井元一彰 田中一真、相澤秀亮 中村和久                            |
| 第22話 |          | 斬除妹妹          | 上江洲誠   | 園田雅裕   | 園田雅裕            | 池上太郎、稻吉智重 稻吉朝子、田中一真                                     |
| 第23話 |          | 斬除皇帝          | 上江洲誠   | 碇谷敦     | 碇谷敦              | 又賀大介、竹田直樹 豆塚明日香、碇谷敦（機械）                             |
| 第24話 |          | 斬！赤紅之瞳      | 上江洲誠   | 小林智樹   | 小林智樹            | 中村和久、木宮亮介 武藤信宏、田中一真                                     |

### 播放電視台
日本深夜動畫：下文記載的日本国内播放時間使用日本標準時間（UTC+9）表示。因為部分時間标识會採用30小时制，因此請留意这类超过24:00的时间，其實際播放時間為翌日清晨。
| 播放地區   | 播放電視台    | 播放日期               | 播放時間（UTC+9）         | 所屬聯播網 | 備註           |
| ---------- | ------------- | ---------------------- | ------------------------- | ---------- | -------------- |
| 東京都     | TOKYO MX      | 2014年7月6日－12月14日 | 星期日 24時00分－24時30分 | 獨立UHF局  |                |
| 近畿廣域圈 | 每日放送      | 2014年7月7日－12月15日 | 星期一 27時05分－27時35分 | 日本新聞網 |                |
| 日本全國   | NICONICO直播  | 2014年7月8日－         | 星期二 24時00分－24時30分 | 網路電視   |                |
| 日本全國   | NICONICO頻道  | 2014年7月8日－         | 星期二 24時30分 更新      | 網路電視   |                |
| 日本全國   | d Anime Store | 2014年7月9日－         | 星期三 12時00分 更新      | 網路電視   |                |
| 日本全國   | 萬代頻道      | 2014年7月10日－        | 星期四 24時00分 更新      |            |                |
| 日本全國   | BS11          | 2014年7月13日－        | 星期日 24時30分－25時00分 | 衛星電視   | 『ANIME+』節目 |

### 藍光／DVD
| 卷數 | 發售日         | 收錄話         | 規格編號   | 規格編號   |
| 卷數 | 發售日         | 收錄話         | 藍光       | DVD        |
| ---- | -------------- | -------------- | ---------- | ---------- |
| 1    | 2014年10月15日 | 第1話－第3話   | TBR-24631D | TDV-24641D |
| 2    | 2014年11月19日 | 第4話－第6話   | TBR-24632D | TDV-24642D |
| 3    | 2014年12月17日 | 第7話－第9話   | TBR-24633D | TDV-24643D |
| 4    | 2015年1月21日  | 第10話－第12話 | TBR-24634D | TDV-24644D |
| 5    | 2015年2月18日  | 第13話－第15話 | TBR-24635D | TDV-24645D |
| 6    | 2015年3月18日  | 第16話－第18話 | TBR-24636D | TDV-24646D |
| 7    | 2015年4月15日  | 第19話－第21話 | TBR-24637D | TDV-24647D |
| 8    | 2015年5月20日  | 第22話－第24話 | TBR-24638D | TDV-24648D |

## 外部連結
- 斬！赤紅之瞳（月刊GANGAN JOKER） （页面存档备份，存于）（日語）
- 斬！赤紅之瞳 零（SQUARE ENIX） （页面存档备份，存于）（日語）
- 斬！赤紅之瞳 動画公式官網 （页面存档备份，存于）（日語）
- 斬！赤紅之瞳 動画AT-X日文介紹官網 （页面存档备份，存于）（日語）
- 斬！赤紅之瞳 動画公式TWITTER （页面存档备份，存于）（日語）